# Miconia metallica
Miconia metallica är en tvåhjärtbladig växtart som först beskrevs av Charles Victor Naudin, och fick sitt nu gällande namn av José Jéronimo Triana. Miconia metallica ingår i släktet Miconia och familjen Melastomataceae. Inga underarter finns listade i Catalogue of Life.